# CONFIG.SYS
CONFIG.SYS — основний файл конфігурації для операційних систем DOS і OS/2. Є текстовим файлом у кодуванні ASCII і містить конфігураційні директиви і налаштування, які у DOS-системах зчитуються при старті базової системи вводу-виводу DOS (компонент, що знаходиться у IBMBIO.COM або IO.SYS). Файл CONFIG.SYS вперше з'явився у MSDOS/PCDOS 2.0.

## Використання
Директиви у цьому файлі призначені для конфігурування різних аспектів і параметрів DOS, а також для установки драйверів пристроїв і спеціальних менеджерів пам'яті.
Після обробки CONFIG.SYS система завантажує командну оболонку, ім'я якої задається у параметрі SHELL (якщо він не встановлений, використовується COMMAND.COM). Оболонка, у свою чергу, відповідальна за запуск файла AUTOEXEC.BAT.
CONFIG.SYS розміщується у кореневому каталозі пристрою або розділу завантаження.
У FreeDOS файл аналогічного призначення називається FDCONFIG.SYS.
У Windows 95 і Windows 98 обидва файли CONFIG.SYS і AUTOEXEC.BAT присутні у кореневому каталогу, але вони як правило порожні.
У Windows ME файл CONFIG.SYS взагалі не зчитується при завантаженні системи, натомість параметри налаштувань беруться з реєстру:
```
HKLM\System\CurrentControlSet\Control\SessionManager\Environment
```

## Синтаксис
CONFIG.SYS має власний спеціальний синтаксис. Файл переважно складається з директив вигляду команда=значення (або без знаку рівності, наприклад numlock off). Список деяких часто використовуваних команд CONFIG.SYS:
| Команда     | Опис                                                                                          |
| ----------- | --------------------------------------------------------------------------------------------- |
| ;           | Рядок з коментарем                                                                            |
| break       | Встановлює поведінку системи при натискуванні комбінації клавіш Ctrl+C під час роботи програм |
| buffers     | Резервує місце під вказану кількість дискових буферів                                         |
| country     | Регіональні налаштування (формат дати і часу, валюта, порядок сортування і інше)              |
| device      | Завантажує драйвер                                                                            |
| devicehigh  | Завантажує драйвер до «верхньої пам'яті» (upper memory area)                                  |
| dos         | Параметри завантаження DOS (наприклад, перенесення частини ядра до HMA)                       |
| fcbs        | Кількість File Control Block, що можна відкривати одночасно                                   |
| files       | Кількість файлів, що можна відкривати одночасно                                               |
| install     | Завантажує резидентну програму (звичайний двійковий модуль, не у форматі драйвера)            |
| installhigh | Завантажує резидентну програму до UMB                                                         |
| lastdrive   | Встановлює останню літеру, доступну для призначення дискам                                    |
| numlock     | Встановлює стан Num Lock                                                                      |
| rem         | Рядок з коментарем                                                                            |
| set         | Встановлює значення змінної оточення                                                          |
| shell       | Встановлює інтерпретатор командного рядка (наприклад, command.com), та/або його опції         |
| stacks      | Резервує місце для стеків обробки апаратних переривань                                        |
| switches    | Додаткові опції завантаження                                                                  |

Відразу після команди можна поставити знак питання ('?', наприклад dos?=high) — у цьому випадку перед виконанням директиви система запитує підтвердження.
Деякі команди, специфічні лише для OS/2:
| Команда     | Опис                                                                   |
| ----------- | ---------------------------------------------------------------------- |
| autofail    | Вимикає виведення повідомлень про апаратні помилки                     |
| basedev     | Завантажує базовий драйвер пристрою                                    |
| cache       | Керує кешуванням файлової системи HPFS                                 |
| dllbasing   | ?                                                                      |
| dumpprocess | Активує вивід дампу                                                    |
| iopl        | Встановлення доступу до кілець захисту процесора                       |
| libpath     | Шлях для пошуку DLL                                                    |
| maxwait     | Встановлює часовий інтервал перед наданням задачі найвищого пріоритету |
| memman      | Параметри підкачки сторінок                                            |
| priority    | Параметри пріоритету задач                                             |
| protectonly | Якщо yes — забороняє виконання програм DOS і Windows                   |
| reipl       | Автоматичне перезавантаження після збою системи                        |
| rmsize      | Встановлює кількість пам'яті для сеансу DOS                            |
| threads     | Встановлює кількість потоків (threads)                                 |
| vme         | Вимикає розширення VME процесора 486DX2                                |

## Приклади
Простий файл конфігурації:
```
numlock = off

break
 = on
dos = high,umb
country = 7,,c:\dos\country.sys
files = 40
device = c:\dos\himem.sys
device = c:\dos\emm386.exe ram i=b000-b7ff
shell = command.com /p /e:512

```

Приклад CONFIG.SYS з меню:
```
[menu]
menuitem=WIN, Windows
menuitem=XMS, DOS with only Extended Memory
menudefault=WIN, 10
[common]
dos=high,umb
country=7,,c:\dos\country.sys 
device=c:\dos\himem.sys
shell=command.com /e:512 /p
[WIN]
device=c:\dos\emm386.exe ram
devicehigh=c:\windows\mouse.sys
devicehigh=c:\dos\setver.exe
[XMS]
device=c:\dos\emm386.exe noems

```

Приклад CONFIG.SYS з меню у стилі FreeDOS:
```
screen=0x12
MENU Please Select Configuration:
MENU
MENU Option 0    basic stuff only
MENU Option 1    CD-ROM
MENU Option 2    TROUSERS
MENU Option 3    CD-ROM and TROUSERS
device=c:\dos\himem.exe
device=c:\dos\emm386.exe
dos=high,umb
country=7,,c:\dos\country.sys 
shell=c:\dos\command.com /p /e:512 /p
13? DEVICE=CDROM.SYS /D:CDDRIVE1
23? DEVICE=TROUSERS.SYS
0?  ECHO Warning: basic stuff only!

```